# David Albelda
David Albelda Aliqués (La Pobla Llarga, 1977. szeptember 1. –) spanyol válogatott labdarúgó.
Pályafutása nagy részét a Valenciaban töltötte, csapatkapitányként.
A spanyol válogatott tagjaként részt vett a 2002-es, a 2006-os világbajnokságon és a 2004-es Európa-bajnokságon.

## Sikerei, díjai
Valencia
- UEFA-kupa győztes (1): 2003–04
- UEFA-szuperkupa győztes (1): 2004
- Spanyol bajnok (2): 2001–02, 2003–04
- Spanyol kupadöntős (1): 2007–08
- Spanyol szuperkupagyőztes (1): 1999
- Bajnokok ligája döntős (2): 1999–00, 2000–01

Spanyolország U23
- Olimpiai ezüstérmes (1): 2000